# Malapterurus
Malapterurus là một chi cá da trơn trong họ Cá trê điện.

## Các loài
Hiện tại có 18 loài được ghi nhận:
- Malapterurus barbatus S. M. Norris, 2002
- Malapterurus beninensis A. D. Murray, 1855
- Malapterurus cavalliensis T. R. Roberts, 2000
- Malapterurus electricus (J. F. Gmelin, 1789)
- Malapterurus leonensis T. R. Roberts, 2000
- Malapterurus melanochir S. M. Norris, 2002
- Malapterurus microstomus Poll & J. P. Gosse, 1969
- Malapterurus minjiriya Sagua, 1987
- Malapterurus monsembeensis T. R. Roberts, 2000
- Malapterurus occidentalis S. M. Norris, 2002
- Malapterurus oguensis Sauvage, 1879
- Malapterurus punctatus S. M. Norris, 2002
- Malapterurus shirensis T. R. Roberts, 2000
- Malapterurus stiassnyae S. M. Norris, 2002
- Malapterurus tanganyikaensis T. R. Roberts, 2000
- Malapterurus tanoensis T. R. Roberts, 2000
- Malapterurus teugelsi S. M. Norris, 2002
- Malapterurus thysi S. M. Norris, 2002